# Disoidemata
Disoidemata é um gênero de traça pertencente à família Arctiidae.